# Pecz Ármin (kertész, 1820–1896)
Pecz Ármin (Pest, 1820. október 18. – Budapest, 1896. április 6.) kertész. Ifjabb Pecz Ármin (1855–1927) kertész és Pecz Samu (1854–1922) műépítész, műegyetemi tanár apja.

## Életpályája
Édesapja, a Sopronból Budapestre települt gyógyszerész, 1828-ban meghalt, így a hét kiskorú gyermekével magára maradt édesanya nehéz körülmények között nevelte. Kereskedelmi iskolai tanulmányai után 1837. március 1-jétől kezdte elsajátítani a kertészeti ismereteket a pesti Füvészkertben. 1840 májusában kertészsegéddé minősítették. 
Toszt Antalnak, a budai várkert udvari főkertészének segédjeként 1840-től 1842-ig a Nádorkertben dolgozott. 
1842. február 2-án Bécsbe utazott, s a Mühlbeck-féle kertbe szegődött el, ahol azonban csak nagyon mostoha feltételeket biztosítottak az alkalmazottaknak. 1843-ban rövid időre a bécsi Metternich kertben kapott állást, de még ebben az évben tovább vándorolt Poroszországba. 
1843. december 4-től 15 hónap időtartamra Potsdamban, a királyi kertben tudott elhelyezkedni. Előmenetelére és ismereteinek bővítésére ez az időszak alapvető hatású volt. Itteni sokoldalú munkája közben a királyi képezdében hetente kétszer kerttervezésből is tudott órákat venni. 
1845. március 2-tól Hamburgban, Reinhardt Bieker kereskedelmi kertészetében dolgozott. 1846-ban egy váratlan családi haláleset miatt hazajött. Nővére pesti vállalkozását átvette és kereskedelmi kertészetté bővítette. Sikeres működése eredményeképpen már 1847 őszén a Váci úton „Virág és növény kereskedő bolt”-ot nyithatott. 
1848-ban Eötvös József a Ludoviceum területévé vált Orczy-park főkertészévé nevezte ki, de a háborús viszontagságok kudarcai miatt (a kert többször elpusztult), főállása mellett már 1856-ban faiskolát alapított és kerttervek készítésével, kertformálással is foglalkozott. Anyagi sikerei eredményeképpen bővíteni tudta faiskoláját, melyet 1864-ben Kőbányára, a Gyömrői útra telepített. Magyarországon ekkor a legnagyobb területű és legszélesebb választékkal rendelkező kertészet az övé volt. Nemcsak hazai díszfákkal, hanem a külföldön ekkor dívó, keresett növényekkel, sőt gyümölcsfák termesztésével, értékesítésével is foglalkozott. Hirdetésein, szórólapjain kívül – felismerve ezek reklámerejét – sokszor szerepelt kiállításokon is, ahol számos díjat nyertek növényei. Szakmája érdekeinek képviseletére sem sajnálta idejét, a Magyar Országos Iparegyesület Kertészeti Szakosztályának elnöke, majd az Országos Kertészeti Egyesület egyik alapítója, s 1891–1895 között alelnöke volt.

## Munkássága

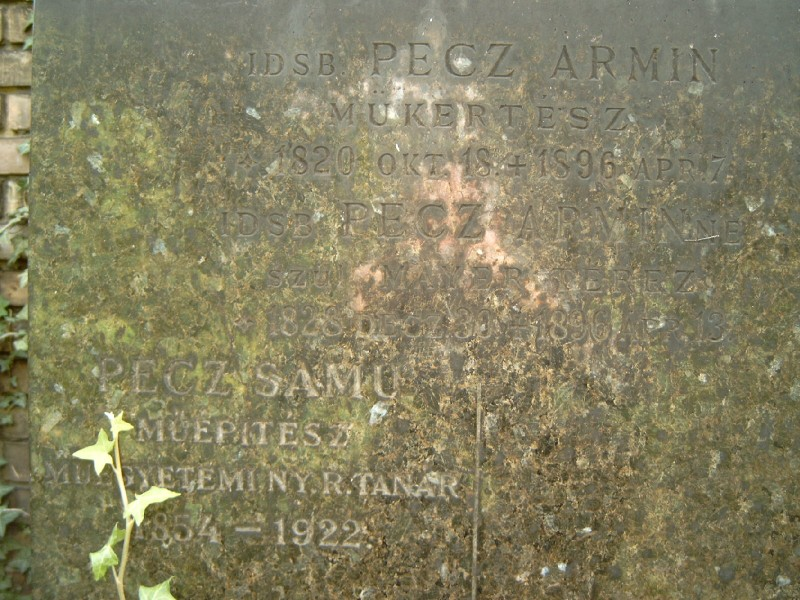
Sírja Budapesten. Kerepesi temető: B. 567

Hazánkban elsőként létesített hatalmas törzsfagyűjteményt; a kereskedelmi kertészet és faiskolai termesztés egyik úttörője. Több mint 240 kerttervet készített s ezek nagyobb részét ő építette meg. Az ő nevéhez fűződik a Ludoviceum park átalakítása, a Múzeumkert tervezése, az Erzsébet sétány, a József nádor tér, az Eötvös tér, a Duna-parti korzók, az Üllői úti gyermekkórház kertje, a Közvágóhíd belső és külső kertje, az Iparcsarnok környéke, a Zerge utcai tanoda tornakertje stb. Készített tervet az Állatkertre is és felvetette – már az 1860-as években – egy Népkert gondolatát az Üllői úton, ezt azonban a székesfőváros nem fogadta el, s ekkor nem valósulhatott meg.
Fiai közül ifjabb Pecz Ármin folytatta apja tevékenységét, (aki később a Millenniumi kiállítás egyik rendezője volt), 1882. május 30-án adta át neki kertészetét.
Sírja a Fiumei úti sírkertben található, feleségével és építész fiával együtt nyugszik.